# Mauro Icardi
Mauro Emanuel Icardi Rivero (* 19. února 1993 Rosario) je argentinský profesionální fotbalista, který hraje na pozici útočníka za turecký klub Galatasaray SK. Mezi lety 2013 a 2018 odehrál také 8 utkání v dresu argentinské reprezentace, ve kterých vstřelil 1 branku.
Ve dresu Interu Milán se stal dvakrát elitním střelcem italské Serie A (2014/15 a 2017/18). První sezónu za Paris Saint-Germain vyhrál francouzskou Ligue 1 (2019/20) i další francouzské pohárové soutěže.

## Klubová kariéra
Icardiho rodina se v jeho šesti letech přestěhovala do Španělska. Argentinec strávil tři roky v akademii La Masia klubu FC Barcelona. Odtud zamířil hostovat do italského Janova, kde zahájil dráhu profesionálního fotbalisty v Sampdorii. Při svém debutovém zápase 12. května 2012 zamířil na hřiště jako „žolík“ z lavičky a vstřelil vítězný gól svého týmu na 2:1 v duelu Serie B proti celku SS Juve Stabia.

### Inter Milán

#### Sezóna 2013/14

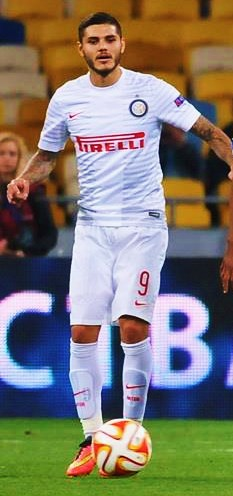
Mauro Icardi v roce 2014

Ředitel Interu Milán Marco Fassone oznámil koncem dubna 2013 příchod několika posil včetně Maura Icardiho.
Icardi se objevil v utkání 1. kola italské ligy proti Janovu, do něhož byl vyslán jako střídající hráč a ve druhém poločase byl blízko premiérovému gólu za Nerazzurri, trefil však břevno. Icardiho debutové utkání skončilo vítězně, Janov si odvezl prohru 0:2.
Ve třetím ligovém kole bylo na programu Derby d’Italia doma proti Juventusu, oba týmy mířily do utkání po dvou ligových výhrách stoprocentní, přičemž Juventus vedený Antoniem Contem poslední dva duely na půdě Interu vyhrál. Icardi byl na hřiště vyslán v roli „žolíka“ (střídán byl Saphir Taider) ve druhém poločase a po pár minutách v 73. minutě duelu vstřelil první gól zápasu, poté co se vměstnal mezi obránce soupeře a nekompromisně zakončil. Záhy však vyrovnal Arturo Vidal a zápas skončil nerozhodně.
Dále během podzimu jej ovšem brzdila zranění.
Na půdě Fiorentiny dne 14. února 2014 opět skóroval z role žolíka, poté co jej našel centr Yuta Nagatoma v 65. minutě. Inter Milán v lize vyhrál po třech měsících, Icardiho gól na 2:1 byl gól vítězný.
Na začátku dubna vstřelil dva góly Bologni, Inter však hned dvakrát vedení neudržel a remizoval 2:2.
V půli dubna s týmem odcestoval do Janova, aby čelil bývalému klubu, Sampdorii. Inter usiloval o umístění na špici tabulky, konkrétněji kvalifikaci do Ligy mistrů, utkání bylo pikantní ještě z dalších důvodů. V základní sestavě nastoupil Maxi López, v minulosti Icardiho kamarád, s jehož ženou měl Icardi poměr a tato „sága“ byla propírána v médiích.
López před zahájením utkání nepodal Icardimu ruku, ten však Sampdorii vstřelil dva góly a pomohl Interu k výhře 4:0, načež ho musel jeho trenér Walter Mazzarri krotit, neboť Icardi si neodpustil provokace směrem k domácímu publiku.
Proti Laziu 10. května se prosadil jednou zvyšujíc náskok na 2:1, Inter nakonec vyhrál 4:1. Byl to poslední zápas klubové legendy Javiera Zanettiho.
Premiérovou ligovou sezónu v černobílém dresu zakončil s 9 góly.
Po sezóně odkoupil Inter od Sampdorie zbylou část hráčových práv.

#### Sezóna 2014/15
Ve druhé polovině srpna se Icardi postavil nováčkovi v Evropské lize, islandskému Stjarnanu. Icardi otevřel na islandské půdě skóre a Inter Milán vyhrál 3:0.
V průběhu září vstřelil tři góly při ligové „demolici“ Sassuola Calcio, které si odvezlo prohru 0:7.
Na půdě Ceseny dal Icardi jediný gól utkání z penalty poté, co byl vyloučen soupeřův gólman Nicola Leali.
O tři dny později, v závěru října, opět využil penaltové příležitosti a vstřelil jediný gól střetu se Sampdorií.
Proti Hellasu Verona vstřelil v lize 9. listopadu další dva góly.
Pár dní nato klub propustil trenéra Waltera Mazzarriho,
namísto něho dorazil Roberto Mancini. Icardi zasáhl do derby proti Juventusu hraného 6. ledna 2015 a i ve čtvrtém svém utkání proti tomuto turínskému týmu skóroval. Inter Milán na hřišti turínského rivala nakonec 1:1 remizoval.
Během derby se Icardi dostal do křížku s hostujícím spoluhráčem Danim Osvaldem, který Icardiho sepsul za to, že mu ve velké šanci nenahrál a namísto toho zvolil střelu, nezakončil však přesně. Roztržku musel uklidňovat záložník Interu Fredy Guarín.
Následně přišel tisk (La Gazzetta dello Sport) s informací, že se klub plánuje Osvalda zbavit.
Před vlastními diváky pár dní po zápase s Juventusem čelil Icardi a spol. Janovu. Ve 12. minutě Icardi vystřelil z voleje, odražený balón se posléze dostal k Rodrigu Palaciovi, který otevřel skóre. Sám Icardi ještě během prvního poločasu zvýšil vedení na 2:0, Inter nakonec doma zvítězil 3:1.
Icardi vsítil jediný gól Černobílých 1. února na hřišti Sassuola, kde ovšem jeho tým prohrál 1:3. Po závěrečném hvizdu se společně s Guarínem vydal k sektoru fanoušků Interu a oba hráči jim hodili své dresy, naštvaní fanoušci jim však dresy hodili zpět.
Další týden skóroval Icardi dvakrát, a to proti Palermu a i díky jeho gólům domácí vyhráli 3:0.
Neoslavováním gólů si vysloužil kritiku nejen trenéra Manciniho, sám Argentinec se hájil tím, že neměl náladu na oslavy.
V průběhu dubna se Icardi gólově podílel na výhře 3:0 nad Hellas Verona. Inter Milán se však stále držel v zóně středu tabulky.
V závěrečném 38. kole se svým 21. a 22. gólem přímo angažoval u výhry 4:3 proti Empoli, na více než osmé místo to ovšem nestačilo. Společně se 38letým útočníkem Lucou Tonim získal Zlatou kopačku pro nejlepšího střelce italské ligy.

#### Sezóna 2015/16
Inter Milán nehrál evropské poháry poprvé od roku 1999, pozitivní zprávou pro klub bylo prodloužení smlouvy s Icardim na čtyři roky.
Trenér Mancini Icardimu svěřil kapitánskou pásku, se kterou vkročil do úvodního utkání v Serii A proti Atalantě.
Utkání kvůli zranění nedohrál a chyběl i to následující proti Carpi.
Ve čtvrtém kole uzmul Inter výhru proti Chievu Verona díky Icardiho gólu, jedinému v tomto utkání. Manciniho tým byl po čtyřech kolech nadále stoprocentní a s 12 body na čele italské ligové tabulky.
Na konci října (10. kolo) rozhodl jediným gólem utkání proti Bologni venku.
Na konci listopadu se gólem podílel na domácí výhře 4:0 nad týmem Frosinone.
V průběhu prosince byl zařazen do elitní stovky fotbalistů podle The Guardian a umístil se na 82. příčce.

### Paris Saint-Germain
Icardi v sezóně 2019/20 hostoval z Interu Milán v Paris Saint-Germain, počínaje 2. zářím 2019. Pařížský klub měl možnost posléze hráče odkoupit za částku (údajně) 70 milionů eur.
Stal se 16. hráčem v klubové historie pocházejícím z Argentiny.
Ligové utkání 14. září proti Štrasburgu začal na lavičce náhradníků i přesto, že Edinson Cavani i Kylian Mbappé chyběli kvůli zranění. Trenér Thomas Tuchel jej vyslal poprvé do hry po hodině, Icardimu na trávníků uvolnil místo útočník Eric Maxim Choupo-Moting. Pařížané nakonec vyhráli gólem Neymara.
Po sezóně se Inter Milán s PSG domluvil na trvalém přestupu Icardiho do PSG za částku 60 milionů eur. Argentinský útočník podepsal smlouvu na čtyři roky.
Po trvalém přestupu do Paříže ovšem ztratil formu a v lednu roku 2021 měl na kontě jen šest zápasů, v nichž dal tři góly. Vedle ztráty formy jej též provázela zranění, také se musel popasovat s příchodem útočníka Moise Keana, který se začal prosazovat.

## Reprezentační kariéra
Icardi nastupoval za argentinskou reprezentaci do 20 let.
V A-mužstvu Argentiny debutoval v roce 2013.

## Úspěchy

### Klubové
Paris Saint-Germain
- Ligue 1
  - vítěz: 2019/20, 2021/22
- Coupe de France
  - vítěz: 2019/20, 2020/21
- Coupe de la Ligue
  - vítěz: 2019/20
- Trophée des champions
  - vítěz: 2020, 2022
- Liga mistrů UEFA
  - poražený finalista: 2019/20

Galatasaray SK
- Süper Lig
  - vítěz: Süper Lig 2022/2023

### Individuální
- nejlepší střelec Serie A v sezóně (2×)
  - sezóna 2014/15 (22 gólů v dresu Interu Milán, společně s Lucou Tonim z Hellasu Verona)[2][43]
  - sezóna 2017/18[2]
- Tým roku Serie A (2×) – 2014/15,[44] 2017/18[45]
- Fotbalista roku Serie A / Gran Galà del Calcio (1×) – 2017/18[46][47]
- autor nejhezčího gólu Serie A (1×) – 2017/18[47]
- Fotbalista roku Süper Lig 2022/23[42]

## Autobiografie
V říjnu 2016 vyšla knižně jeho autobiografie s názvem Sempre Avanti (česky znamená vždy vpřed). I díky ní se dostal do rozepře s fanoušky Interu Milán, kterým se nelíbilo, jak je v knize popisoval a žádali vedení klubu, aby jej zbavilo funkce kapitána mužstva.